# Isabelle de Neuchâtel
Isabelle de Neuchâtel, née vers 1335 et morte le 25 décembre 1395, comtesse de Neuchâtel, de Nidau et de Cerlier, seigneur de Vercel, de Genz, de Dandans, de Flangebouche, de Vernier-Fontaines, de Baclains, de Ballaigue, de Vuillafans-le-Neuf, de la garde du Val de Morteau, de Vannes, de Balm, de Lugnorre, de Jorissens et de Provence. Elle est la fille de Louis Ier de Neuchâtel et de Jeanne de Montfaucon fille de Jean II de Montfaucon.

## Biographie
En premier lieu elle partage le comté avec sa sœur Varenne qui avait hérité de la baronnie du Landeron, mais bien vite, pour l'écarter, elle demande l'investiture du comté à l'archevêque de Besançon ; en effet depuis 1214, date à laquelle furent données ses franchises à la ville et parce que cet acte avait été approuvé par l'évêque de Lausanne Berthold de Neuchâtel, l'archevêque de Besançon, en qualité de supérieur de l'évêque de Lausanne, avait le droit de se prononcer dans les affaires relevant du comté de Neuchâtel. En 1375 elle augmente les possessions de la ville de Cerlier de la vaste forêt qui la borde puis vend ce comté à Amédée VI de Savoie. En 1377 elle vient se saisir à main armée du château de Boudry, ancien fief de la maison de Neuchâtel, où vivait sa belle-mère Marguerite de Wufflens (ou de Duyn), alors remariée à Jacques de Vergy, seigneur d'Autrey, car elle tyrannisait les habitants. Marguerite avait obtenu ce bien de son premier époux Louis Ier de Neuchâtel et avait promis d'en confirmer les franchises, mais sitôt celui-ci décédé elle devait revenir sur sa promesse et accabler les habitants de nouveaux impôts. Ceux-ci se tournèrent vers Isabelle de Neuchâtel pour lui faire part de leurs griefs. Devant les difficultés levées entre Isabelle et Marguerite, l'arbitrage du duc de Bourgogne Philippe II fut demandé et Boudry retourna entre les mains d'Isabelle en 1379 qui le transmettra à Girard de Neuchâtel-Vaumarcus.

## Mariage et succession

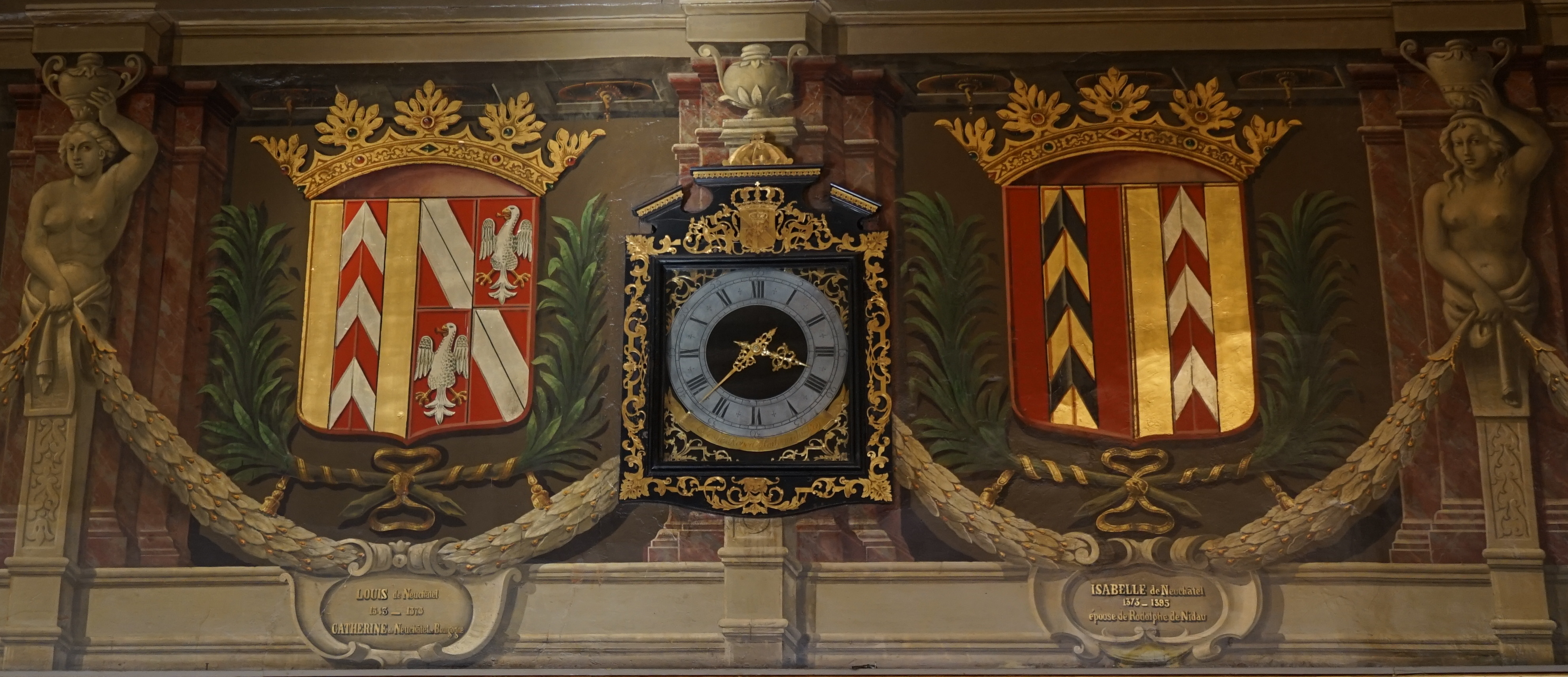
Blasons d'Isabelle et de son père (à gauche)

Elle épouse Rodolphe IV de Nidau. En 1394, sans enfants, elle établit son testament en nommant son neveu, Conrad IV de Fribourg, dit de Furstemberg, son héritier. Par cet acte il est dit que Conrad devait recevoir toutes les terres d'Isabelle en Bourgogne : Vuillafans, Vercel et Vannes, ainsi que les droits au Val de Morteau. Isabelle décède le 25 décembre 1395, elle est inhumée dans le mausolée qu'avait fait ériger son père Louis Ier de Neuchâtel. Avec elle s'éteint la ligne directe de la maison de Neuchâtel qui avait régné pendant 360 ans sur le comté.

## Sources